# 任美锷
任美锷（1913年10月7日—2008年11月4日），男，浙江宁波人，中国地理学家、地貌学家、海洋地质学家，中国自然地理学泰斗，建设地理学的先驱。曾任浙江大学史地系教授，复旦大学教授兼史地系主任，中央大学地理系教授、南京大学地理系教授兼系主任，兼中国科学院南京地理研究所所长。中国唯一获国际地理科学最高荣誉“维多利亚奖章”的科学家。

## 生平
1930年考入国立中央大学地理学系，师从胡焕庸、张其昀等教授，期间与同窗李旭旦合译法国人文地理学家白吕纳的《人地学原理》英文版，对中国地理科学发展起了积极的作用。1934年毕业后，到资源委员会任研究实习员。1936年入英国格拉斯哥大学地理系，师从贝利教授，1939年获哲学博士学位后回国。
2008年11月4日在南京逝世，享年96岁。

## 社会兼职
曾任中国地理学会总干事、副理事长、副理事长、名誉理事长，《地理学报》总编辑，中国海洋学会名誉理事长，中国河口海岸学会名誉理事长，中国第四纪研究委员会海岸线分会主任委员，中国海岸带开发与管理研究会理事长，国际海洋研究委员会中国委员会主席。

## 学术贡献
在经济地理学、建设地理学方面，任美锷在抗战后期关心战后经济建设问题，认为地理学要为工业、农业、交通运输服务，地理学要解决重大经济建设问题，撰写了“地理研究与经济建设”、“经济地理学理论体系”、“战后中国的工业中心”等一系列论著与论评。他提出了“建设地理学”，认为区域设计计划属于经济地理学的应用，并于抗战胜利后出版《建设地理新论》。
著作有《建设地理新论》、《自然风景与地质构造》、《中国自然地理纲要》。